# Aeroporto di Jackson-Hole
L'aeroporto di Jackson Hole, identificato dal codice IATA JAC, è un aeroporto pubblico situato a circa 11 km dalla città di Jackson, capitale della contea di Teton, nello stato federato del Wyoming, negli Stati Uniti. La gestione dell'impianto è affidata alla Jackson Hole Airport Board.
È uno dei due aeroporti degli Stati Uniti situati entro i confini di un parco nazionale, in questo caso il parco nazionale del Grand Teton (l'altro aeroporto è il Provincetown Municipal Airport, in Massachusetts). La maggior parte dei viaggiatori diretti al parco nazionale del Grand Teton, al vicino parco nazionale di Yellowstone oppure verso l'ovest del Wyoming transitano attraverso l'aeroporto di Jackson Hole. Il vecchio terminal passeggeri dell'aeroporto aveva l'insolita forma di una cabina utilizzata dai primi pionieri americani che, nel contesto ambientale in cui si trovava, contribuiva ad attrarre i visitatori. Nel biennio 2009-2010 è previsto l'ampliamento del terminal con un progetto di circa 30 milioni di dollari.

## Storia
L'aeroporto è stato impiantato nel 1930 in quello che era ritenuto il posto migliore del contea di Teton per ospitare un'infrastruttura del genere. L'aeroporto è stato dichiarato monumento nazionale nel 1943 ed è stato inglobato nel parco nazionale di Grand Teton nel 1950. Nel 1959 la pista fu allungata fino a raggiungere la lunghezza attuale per meglio accogliere aerei di dimensioni più grandi, in particolare il DC-3. Negli anni tra il 1960 ed il 1970 fu presa in considerazione la possibilità di un allungamento della pista a 2.400 metri per accogliere jet. La forte opposizione da parte del National Park Service per via del rumore e di altri effetti negativi sull'ambiente hanno impedito tale estensione. Tuttavia, con lo sviluppo di migliori motori a getto, dal 1970 è possibile atterrare sulla pista esistente con i jet. Per via della posizione dell'aeroporto, all'interno di un parco nazionale e nell'area di Jackson Hole, la regione è molto sensibile il rumore ed attualmente è consentito l'atterraggio ed il decollo di velivoli jet con motori stadio III, che sono più recenti e silenziosi.
L'ecosistema su cui insiste l'aeroporto è un luogo popolare di accoppiamento per il raro volatile chiamato Sage Grouse.
Attualmente, è l'aeroporto commerciale più frequentato dello stato del Wyoming.
Il 20 dicembre del 2000, l'attrice statunitense Sandra Bullock sopravvisse allo schianto di un jet noleggiato presso l'aeroporto di Jackson Hole. L'aereo colpì un cumulo di neve che si trovava sulla pista, riportando dei danni alla fusoliera ed alle ali.

## Strutture ed aeromobili
L'aeroporto di Jackson si estende su una superficie di 216 ettari. È presente una sola pista, orientata 1/19, delle dimensioni di 46 metri in larghezza e 1.920 metri in lunghezza, pavimentata in asfalto. In un periodo di 12 mesi, con termine al 30 agosto 2008, nell'aeroporto si sono svolte 30.865 operazioni di volo, con una media di 85 al giorno. Il 52% delle operazioni riguardavano l'aviazione generale, il 25% gli aerotaxi, il 22% i trasporti di tipo commerciale e meno dell'1% erano voli militari. L'aeroporto è anche la base di 52 aerei: il 69% hanno un singolo motore, il 6% possiedono più di un motore, il 21% sono jet, il 3% sono alianti e l'1% sono aerei cargo per il trasporto del bestiame. L'aeroporto di Jackson Hole, trovandosi in un parco nazionale, per limitare l'impatto del rumore è vietato agli aeromobili con motori fase-II, che sono i motori a reazione più rumorosi. Pochi aerei charter hanno base presso l'aeroporto di Jackson Hole.

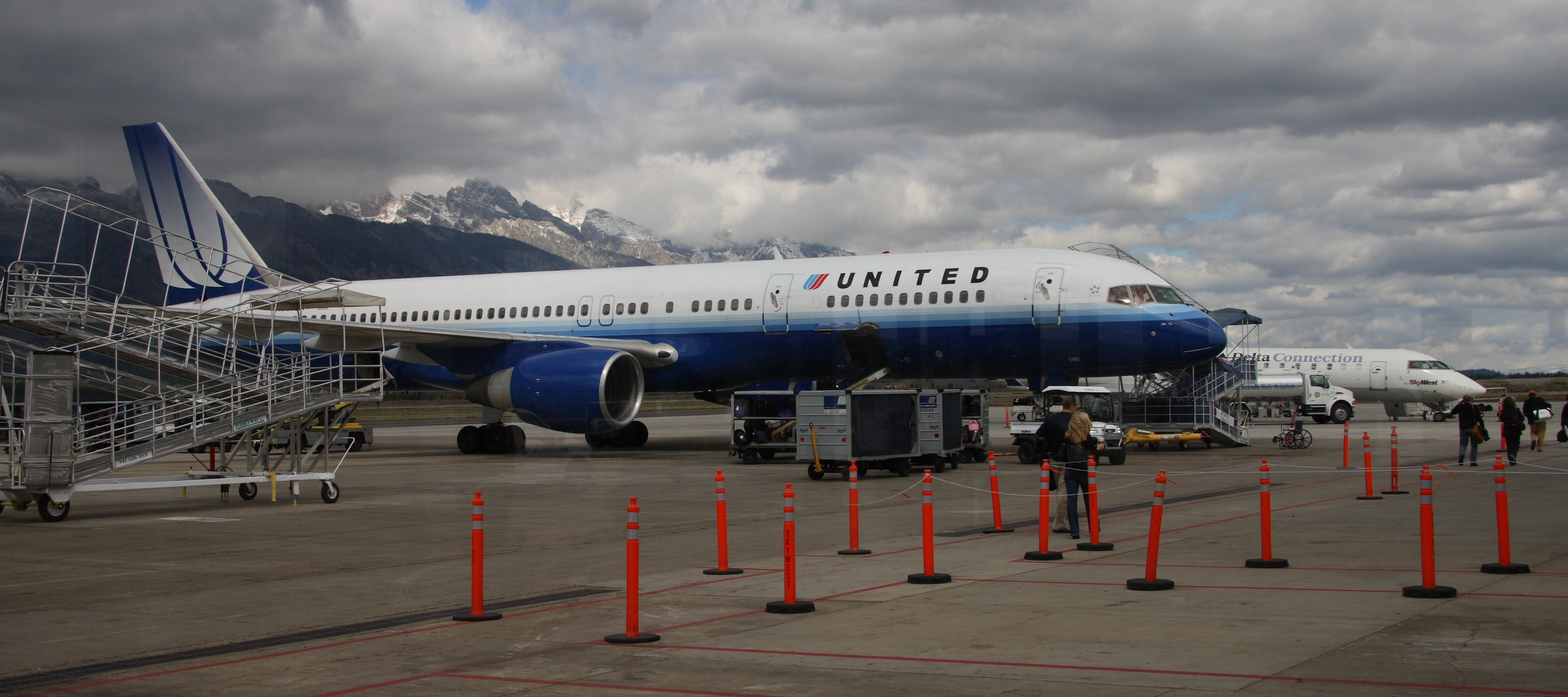
La pista dell'aeroporto di Jackson Hole.